# Giun ma quỷ
Halicephalobus mephisto là một loài giun tròn, nằm trong số các loài giun tròn khác, được các nhà khoa học địa chất Gaetan Borgonie và Tullis Onstott phát hiện vào năm 2011. Nó đã được phát hiện trong quặng thu hồi được từ nước vết đứt gãy đá sâu trong một số mỏ vàng ở Nam Phi tại các độ sâu 0,9 km (0,56 mi), 1,3 km (0,81 mi), và 3,6 km (2,2 mi) dưới bề mặt Trái Đất. Onstott nói rằng"nó làm tôi kinh hoàng khi lần đầu tôi thấy chúng di chuyển,"và giải thích"chúng trông giống như những thứ xoáy nhỏ màu đen." Phát hiện này có ý nghĩa do chưa từng có sinh vật đa bào nào được phát hiện ở độ sâu hơn 2 km (1,2 mi) dưới mặt đất .
Halicephalobus mephisto chịu đựng được nhiệt độ cao, chúng sinh sản vô tính, và ăn các vi khuẩn sống dưới lòng đất. Theo phương pháp phân tích đồng vị các bon, những con giun này sống trong nước ngầm từ 3.000-12.000 năm trước. Những con giun này cũng có thể tồn tại trong nước với mức oxy rất thấp, thấp hơn 1% của nồng độ oxy trong hầu hết các đại dương. Nó được đặt tên theo Mephistopheles, có nghĩa là"kẻ không yêu ánh sáng"và ám chỉ đến một thực tế nó được tìm thấy rất sâu dưới bề mặt Trái Đất.
Đây là"động vật sống sâu nhất"từng được phát hiện, có thể chịu được nhiệt độ và áp suất đè nát, và là sinh vật đa bào đầu tiên được tìm thấy ở các mức sâu dưới bề mặt Trái Đất. Được tìm thấy ở các độ sâu tương tự trong cùng nghiên cứu này là loài đã được biết đến trước đây Plectus aquatilis. Borgonie cho biết con giun này tương tự như các loài ăn mảnh vụn tìm thấy trên bề mặt, và có lẽ là hậu duệ của loài sinh sống trên bề mặt. Những loài như thế này có thể sống ở điều kiện nhiệt độ cao, và như vậy, đối với Borgonie, thực tế rằng động vật đầu tiên được phát hiện ở độ sâu này là một loài giun không phải là điều gì đáng ngạc nhiên. Nhóm nghiên cứu đưa ra giả thuyết rằng loài này có nguồn gốc từ các động vật trên bề mặt và bị nước mưa cuốn xuống dưới vỏ Trái Đất.
Halicephalobus mephisto dài từ 0,52 đến 0,56 mm. Dù các loài trong chi Halicephalobus có ít đặc điểm phân biệt, H. mephisto có thể phân biệt với các loài khác trong chi bởi cái đuôi tương đối dài, với độ dài từ 110 micrômét tới 130 micrômét. Nó có mối quan hệ gần với H. gingivalis, nhưng có quan hệ gần gũi hơn với loài chưa được đặt tên nào đó trong chi.